# Rainer Berger
Rainer Berger (ur. 23 września 1944 w Benneckenstein, ob. Oberharz am Brocken) – niemiecki lekkoatleta, sprinter. W czasie swojej kariery reprezentował Niemiecką Republikę Demokratyczną.

## Kariera sportowa
Wystąpił we wspólnej reprezentacji Niemiec na igrzyskach olimpijskich w 1964 w Tokio, gdzie niemiecka sztafeta 4 × 100 metrów w składzie: Heinz Erbstößer,  Berger, Peter Wallach i Volker Löffler odpadła w półfinale.
Na mistrzostwach Europy w 1966 w Budapeszcie sztafeta NRD 4 × 100 metrów w składzie: Harald Eggers, Berger, Erbstößer i Hermann Burde zajęła w finale 4. miejsce.
Berger był mistrzem NRD w sztafecie 4 × 100 metrów w latach 1964–1967, a także mistrzem w 1966 i wicemistrzem w 1967 w sztafecie 4 × 200 metrów. Był również brązowym medalistą w biegu na 100 metrów w 1966. W hali był mistrzem w biegu sztafetowym w 1965, 1966, 1968 i 1969.
Trzykrotnie poprawiał rekord NRD w sztafecie 4 × 100 metrów do wyniku 39,4 s, uzyskanego 23 sierpnia 1964 w Berlinie Zachodnim.
Jego rekord życiowy w biegu na 100 metrów wynosił 10,4 s, ustanowiony w 14 czerwca 1964 w Lipsku.